# Michał Kozłowski (literat)
Michał Kozłowski (ur. 3 października 1983 we Wrocławiu) – poeta, autor tekstów piosenek, absolwent filologii polskiej na Uniwersytecie Wrocławskim oraz Studium Literacko-Artystycznego na Uniwersytecie Jagiellońskim, członek Stowarzyszenia Autorów ZAiKS.
Publikował m.in. w Toposie, Odrze, Arteriach, Ricie Baum, Helikopterze, 2. Miesięczniku, sZAFie i biBLiotece.
Autor pięciu tomów poetyckich: „Gadane” (2014), „Nie myśl o mnie źle” (2017), „Wkrótce będziemy na ty” (2018), „Cudny chłopak” (2020) oraz "Pierwszy dzień bez złych wiadomości" (2024).
Jest autorem pierwszego w Polsce poradnika dotyczącego sztuki pisania tekstów piosenek pt. „Jak zostać tekściarzem, czyli nauka pisania tekstów piosenek” (2015).
Mieszka we Wrocławiu.

## Poezja
- Gadane (Księgarnia Akademicka, Kraków 2014)[6]
- Nie myśl o mnie źle (Biblioteka Toposu, Sopot 2017)[7]
- Wkrótce będziemy na ty (Fundacja Duży Format, Warszawa 2018)[8]
- Cudny chłopak (WBPiCAK, Poznań 2020)[9]
- Pierwszy dzień bez złych wiadomości (Fundacja Duży Format, Warszawa 2024)[10]

## Antologie
- antologia debiutów poetyckich 2014 (K.I.T Stowarzyszenie Żywych Poetów, Miejska Biblioteka Publiczna, Brzeg 2015) – red. Krystian Ławreniuk, Kamil Osękowski, Radosław Wiśniewski
- Przewodnik po zaminowanym terenie (Biuro Festiwalowe IMPART, Wrocław 2016)[11]
- Grała w nas gra. Antologia wierszy ludzi przełomowych (Wydawnictwo eFKA, Poznań 2017)[12]

## Poradniki
- Jak zostać tekściarzem, czyli nauka pisania tekstów piosenek (My Book, Szczecin 2015)[13]

## Nagrody i wyróżnienia
- Złote Pióro Sopotu (2008)
- finalista XIV Ogólnopolskiego Konkursu Poetyckiego im. Jacka Bierezina (2008)
- finalista XIX Ogólnopolskiego Konkursu Poetyckiego im. Jacka Bierezina (2013)
- III nagroda w konkursie im. Macieja Słomczyńskiego (2014)
- nagroda WARTO 2015 w kategorii literatura (2015)[14]
- II nagroda w XI Ogólnopolskim Konkursie Literackim „Złoty Środek Poezji” (2015)
- stypendium artystyczne Prezydenta Miasta Wrocławia (2020)[15]